# Kadingilan
Kadingilan (Bayan ng Kadingilan) är en kommun i Filippinerna. Kommunen ligger på ön Mindanao, och tillhör provinsen Bukidnon. Folkmängden uppgår till 25 858 invånare.

## Barangayer
Kadingilan är indelat i 17 barangayer.
| - Bagongbayan - Bagor - Balaoro - Baroy - Cabadiangan - Husayan - Kibalagon - Mabuhay - Malinao | - Matampay - Sibonga - Pay-as - Pinamanguhan - Poblacion Kadingilan - Salvacion - San Andres - Kibogtok |

## Bildgalleri

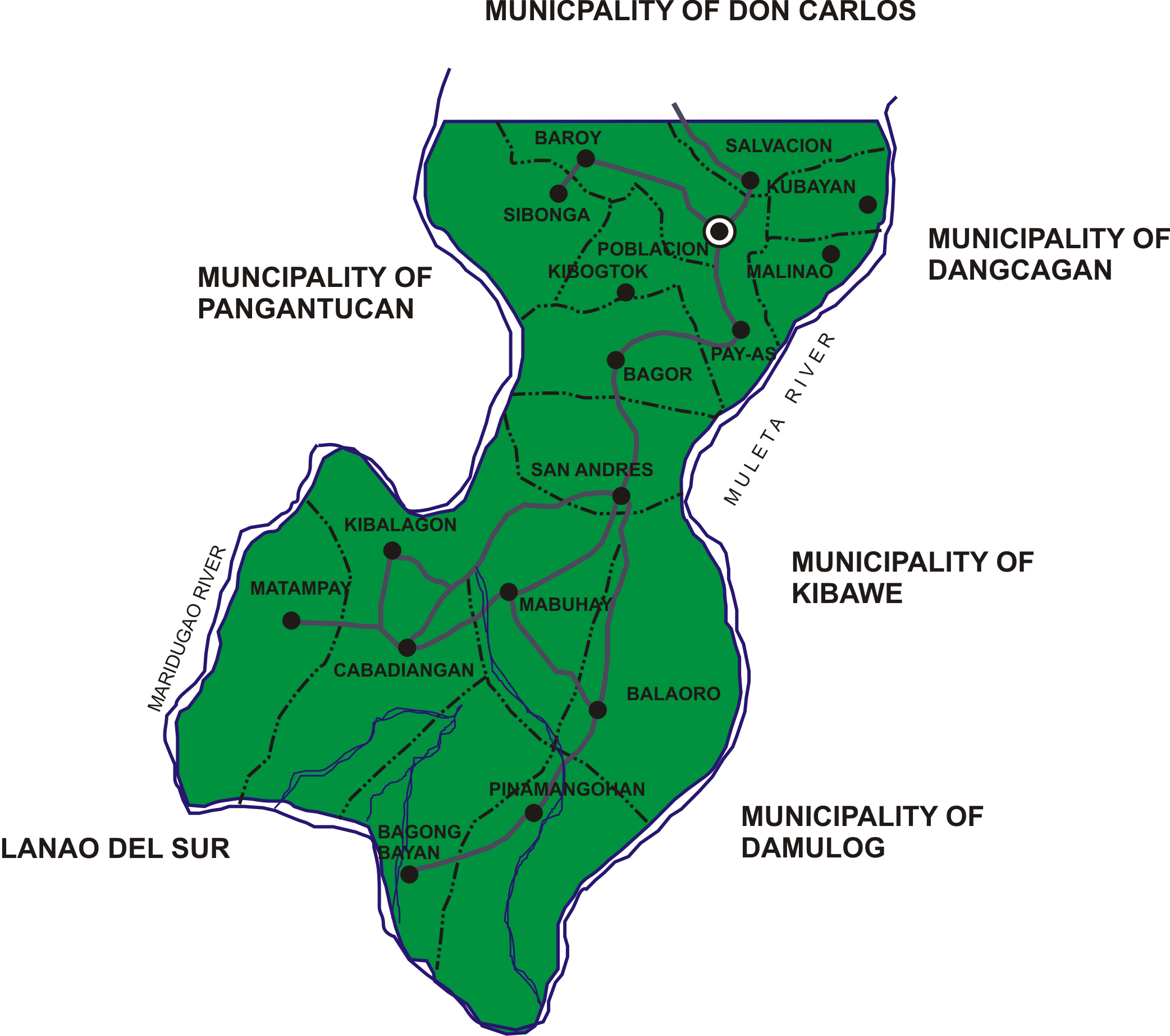